# سیارک ۲۶۳۵۷
سیارک ۲۶۳۵۷ (به انگلیسی: 26357 Laguerre، نامگذاری:1998YK10) بیست و شش هزار و سیصد و پنجاه و هفتمین سیارک کشف شده‌است که در ۲۷ دسامبر ۱۹۹۸ کشف شد.
قدر مطلق سیارک برابر ۲۲.۴ است.